# Мугния, Имад
Имад Фэйез Мугния (араб. عماد فايز مغنية‎; фамилия передаётся также как Мугние, Мурние, Мугниях; прозвище — Гиена) (7 декабря 1962 — 12 февраля 2008) — старший член и начальник спецслужб ливанской шиитской террористической организации «Хезболла». Один из её основателей. Мугния был одним из 25 самых опасных террористов по списку ФБР, и американцы несколько раз предпринимали серьёзные попытки его похитить.
Кроме множества терактов против граждан Израиля, в которых от его рук погибло как минимум 62 человека, он принимал участие в организации ряда международных террористических актов.

## Биография
Мугния родился в Южном Ливане в деревне Тайр-Диба, недалеко от города Тир в шиитской семье. Его отец был торговцем овощами. В 13 лет вступил в ООП, привлек внимание Арафата, и вскоре стал членом его «Подразделения 17». В качестве снайпера обстреливал христианские деревни в Южном Ливане.
В 1982, когда ООП была вынуждена покинуть Ливан в результате Ливанской войны, Арафат поручил Мугние передать её оружие родственным ООП ливанским боевикам. При этом Мугния отказался покинуть Ливан вместе с ООП.
Какое-то время он учился в Американском университете в Бейруте.
По данным американских спецслужб, начиная с 1983 года стоит за серией крупнейших терактов против американцев и израильтян. Первый теракт, в котором он обвиняется — взрыв американского консульства в Бейруте 17 апреля 1983 года, унёсший жизни 63 человек.
Стоит за терактом, произошедшим 23 октября 1983 года (взрывы казарм миротворцев в Бейруте), унёсшим жизни 58 французских миротворческих солдат и 241 американских солдат морской пехоты.
В 1985 году организовал захват самолёта авиакомпании TWA (1 погибший).
В 1985 году организовал похищение четверых советских граждан и собственноручно расстрелял одного из захваченных, дипломата Аркадия Каткова.
В 1992 году стоял за взрывом здания еврейского культурного центра в Буэнос-Айресе (29 погибших и 242 раненых).
В июне 1996 года организовал взрыв на американской военной базе в Саудовской Аравии (20 погибших).
В начале 2000 года нападению террористов в Бейруте подверглось российское посольство. Ливанские спецслужбы установили, что и за этой атакой стоял Мугния.
Мугния погиб в результате взрыва машины в пригороде Дамаска, Сирия 12 февраля 2008 г. в 11 часов после возвращения с банкета в иранском посольстве, посвящённого 29-летию исламской революции. До сих пор никто не взял на себя ответственность за убийство Мугнии. По версии Le Figaro, Мугния был ликвидирован сирийцами после того, как попытался вербовать сторонников в элитных частях сирийской армии.
29 сентября 2024 года бывший премьер-министр Израиля Эхуд Ольмерт впервые признал, что за ликвидацией бывшего главы боевого крыла "Хизбаллы" Имада Мугнийи стоит Израиль:
«До сих пор мы не говорили об этом, но сейчас думаю пришла пора говорить об этом. 16 лет назад мы ликвидировали самого жестокого, изощренного, подлого и отвратительного убийцу, который у них был, который построил всю армию Хизбаллы, Имада Мугнийю.».
В декабре 2011 года федеральный окружной суд по Манхэттену вынес решение по делу о терактах, произошедших в Нью-Йорке 11 сентября 2001 года — в суде были представлены доказательства того, что Имад Мугния обеспечивал связь между иранскими властями и «Аль-Каидой», утверждается, что в 1993 году он встречался с Усамой бен Ладеном, ознакомил последнего со стратегией ведения подпольной борьбы, ключевым элементом которой служит подготовка терактов и отрядов смертников.
В 2023 году телеканал Showtime снял об Имаде Мугния 4-серийный сериал «Призраки Бейрута».